# Parque Nacional da Fortaleza de Brimstone Hill
O Parque Nacional da Fortaleza de Brimstone Hill é um Património Mundial da Unesco de importância histórica, cultural e arquitectónica. Desenhado pelos ingleses e construído pelo trabalho de escravos africanos, o forte é um testemunho da expansão colonial europeia, do comércio de escravos africanos e da imergência de novas sociedades nas Caraíbas (Caribe). Um dos mais bem preservados exemplos de arquitectura militar dos séculos XVII e XVIII nas Caraíbas, localiza-se na ilha de São Cristóvão, em São Cristóvão e Neves.